# L'Écureuil rouge
Pour les articles homonymes, voir Écureuil roux (homonymie).
Pour plus de détails, voir Fiche technique et Distribution.
L'Écureuil rouge est un film espagnol réalisé par Julio Medem, sorti en 1993. Le titre originel du film est La ardilla roja, ce qui en espagnol se réfère à l'animal que les francophones appellent « écureuil roux » (Sciurus vulgaris). Dans la fiction du film, La ardilla roja est le nom d'un établissement de camping.

## Synopsis
Une nuit d'été à Saint-Sébastien, Jota, ex-chanteur du groupe "Las Moscas", abandonné par sa petite amie Eli, s'apprête à se suicider en se jetant dans l'océan. Soudain, une moto s'écrase devant lui ; il porte secours à la conductrice, amnésique à la suite de l'accident : elle a oublié jusqu'à son nom.
Jota l'appelle Lisa, se fait passer pour son petit ami, et l’enlève de l'hôpital. Sur la moto de Lisa, ils partent en vacances au camping de "L'écureuil roux", près d'un marais. Là, ils jouent à s'inventer une vie ensemble, sous le regard intrigué de leurs voisins de camping, Antón, Carmen et leurs deux enfants, une famille espagnole traditionnelle.

## Fiche technique
- Réalisation : Julio Medem
- Scénario : Julio Medem
- Photographie : Gonzalo Fernández Berridi
- Montage : María Elena Sáinz de Rozas
- Musique : Alberto Iglesias, Txetxo Bengoetxea (eu)
- Durée : 110 minutes
- Dates de sortie : 
  -  Espagne : 21 avril 1993
  -  France : 16 février 1994

## Distribution
- Emma Suárez : Sofía / Lisa
- Nancho Novo (es) : Alberto "Jota"
- María Barranco : Carmen
- Karra Elejalde : Antón
- Carmelo Gómez : Félix
- Cristina Marcos : la fille aux cheveux bleus
- Mónica Molina (es) : la fille aux cheveux rouges

## Thèmes du film
L'Écureuil rouge est un film ludique, qui joue avec le spectateur, avec le hasard, avec le mystère, et surtout avec la réalité, dont la frontière avec le rêve et le mensonge est poreuse. Les personnages jouent autant à se mentir qu’à croire aux mensonges des autres.
Ce jeu n’est pas pur maniérisme : en toile de fond, Medem propose une leçon morale sur le machisme et la virilité. Le camping de "L’écureuil roux" est une métaphore ironique du machisme dans les sociétés et familles traditionnelles, où les hommes prétendent pouvoir exercer une relation de supériorité et de propriété sur les femmes. Mais celles-ci s’avèrent aussi rusées que des écureuils.

## Autour du film
Stanley Kubrick, fasciné par L'Écureuil rouge, recommanda Julio Medem à Steven Spielberg. Celui-ci proposa Le Masque de Zorro au réalisateur basque, lequel préféra continuer ses projets en Espagne.

## Distinctions
- Quinzaine des réalisateurs du festival de Cannes 1993 : Prix de la jeunesse
- Prix Goya : meilleure musique originale pour Alberto Iglesias, et nominations pour les actrices Emma Suárez et María Barranco
- Prix Sant Jordi : meilleur film espagnol, et meilleure actrice pour Emma Suárez
- Prix Ondas : meilleur film espagnol
- Fantastic'Arts 1994 : Prix spécial du jury et Prix de la Critique